# Грабське
Гра́бське — селище Іловайської міської громади Донецького району Донецької області, Україна.

## Географія
У селищі бере початок Балка Кисельова.

## Загальні відомості
Відстань до райцентру становить близько 34 км і проходить автошляхом Т 0507.
Територія селища межує із землями смт Грузько-Ломівка Гірницький район Макіївки.
У селищі розташований зупинний пункт 53 км.
Унаслідок російської військової агресії із серпня 2014 р. Грабське перебуває на території ОРДЛО.

## Війна на сході України
10 серпня 2014-го в безіменній могилі у селі Грабське на території птахоферми були поховані в безіменній могилі Роман Береза та Іван Романов. 8 вересня відбувся бій за звільнення села, серед полеглих — матрос Дмитро Красов. В 20-х числах вересня 2014-го пошуковці ВГО «Союз „Народна пам'ять“» виявили біля сіл Новокатеринівка і Грабське останки 11 українських бійців, загиблих під час бойових дій.

## Населення

### Мова
Розподіл населення за рідною мовою за даними перепису 2001 року:
| Мова       | Кількість | Відсоток |
| ---------- | --------- | -------- |
| російська  | 532       | 92.68%   |
| українська | 42        | 7.32%    |
| Усього     | 574       | 100%     |

За даними перепису 2001 року населення селища становило 574 особи, з них 7,32 % зазначили рідною мову українську та 92,68 % — російську.